# Община Тополовград

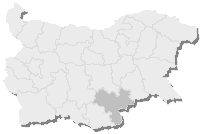
Розташування на карті Хасковської області

Тополовгра́д (болг. община Тополовград) — община в області Хасково, Болгарія. Адміністративний центр — місто Тополовград. Населення становить 14 595 людей (на 21.07.05 р.).

## Склад общини
До общини входить 21 населений пункт:
1. Билгарська Поляна
2. Владимирово
3. Доброселець
4. Каменна Река
5. Капітан-Петко-Войвода
6. Княжево
7. Мрамор
8. Орешник
9. Орлов-Дол
10. Планиново
11. Присадець
12. Радовец
13. Сакарці
14. Светлина
15. Синапово
16. Срем
17. Тополовград
18. Устрем
19. Филипово
20. Хлябово
21. Чукарово

### Населення
| Билгарська Поляна                | Q1091420: Билгарська Поляна     | село в Болгарії кметство              | 163 осіб 116 осіб   |
| Владимирово (Хасковська область) | Q2092271: Владимирово           | село в Болгарії                       | 21 осіб 13 осіб     |
| Доброселець                      | Q1523901: Доброселець           | село в Болгарії                       | 100 осіб 69 осіб    |
| Каменна Река                     | Q1524915: Каменна Река          | село в Болгарії                       | 51 осіб 27 осіб     |
| Капітан-Петко-Войвода            | Q1704263: Капітан-Петко-Войвода | село в Болгарії                       | 96 осіб 75 осіб     |
| Княжево                          | Q4224837: Княжево               | сторінка значень у проєкті Вікімедіаd |                     |
| Мрамор (Хасковська область)      | Q1954650: Мрамор                | село в Болгарії кметство              | 368 осіб 293 осіб   |
| Орешник                          | Q1953809: Орешник               | село в Болгарії кметство              | 451 осіб 488 осіб   |
| Орлов-Дол                        | Q1954122: Орлов-Дол             | село в Болгарії кметство              | 475 осіб 362 осіб   |
| Планиново                        | Q2026261: Планиново             | село в Болгарії                       | 24 осіб 14 осіб     |
| Присадець                        | Q966128: Присадець              | село в Болгарії                       | 8 осіб 6 осіб       |
| Радовець (Болгарія)              | Q2026269: Радовець              | село в Болгарії кметство              | 540 осіб 546 осіб   |
| Сакарці                          | Q2020552: Сакарці               | село в Болгарії                       | 10 осіб 6 осіб      |
| Светлина (община Тополовград)    | Q1027603: Светлина              | село в Болгарії                       | 96 осіб 53 осіб     |
| Синапово                         | Q2093788: Синапово              | село в Болгарії кметство              | 424 осіб 399 осіб   |
| Срем (Болгарія)                  | Q1027616: Срем                  | село в Болгарії кметство              | 362 осіб 309 осіб   |
| Тополовград                      | Q405440: Тополовград            | центр муніципалітетуd місто Болгаріїd | 4781 осіб 5327 осіб |
| Устрем                           | Q2021598: Устрем                | село в Болгарії кметство              | 909 осіб 870 осіб   |
| Филипово (Хасковська область)    | Q1523908: Филипово              | село в Болгарії                       | 10 осіб 9 осіб      |
| Хлябово                          | Q19795737: Хлябово              | сторінка значень у проєкті Вікімедіаd |                     |
| Чукарово                         | Q1440370: Чукарово              | село в Болгарії                       | 33 осіб 20 осіб     |